# Simon Valentinson
Simon Valentinson, stavas ibland Falentinsson, född före 1634, död 16 november 1678 i Söderköping, var en svensk organist och amatörorgelbyggare i Söderköping. Han var organist i Sankt Lars kyrka i Linköping och byggde några orglar inom Linköpings stift.

## Biografi
Gift med Maria Håkansdotter. De bor på kvarteret Wintervads i Söderköping från 1664 till 1672. 1663 har de en piga som heter Anna. Hustrun dör sannolikt mellan 1669 och 1670. Han var organist i Söderköping i 44 år (1634–1678).

## Lista över orglar
- Ringarums kyrka 1648.
- Normlösa kyrka 1665.